# Prinzenstraße (stanice metra v Berlíně)
Prinzenstraße je stanice berlínského metra, ležící v městské části Kreuzberg na ulici Gitschiner Straße. Na konci stanice se Gitschiner Straße kříží s Prinzenstraße, která je pojmenována podle prince, následně i císaře, Wilhelma I. Označená je písmeny Pr. Nástupiště je široké 3,1 metru a dlouhé 120,7 metru. Stanice je bezbariérová. K otevření došlo 18. února 1902.

## Historie
Zakázku na výstavbu stanice dostala firma Siemens und Halske. Při stavbě nastal problém, že vchod musel být postaven z domu č. 71. Architekt byl Paul Wittig, který navrhl použít pálené cihly a štít udělat ve stylu renesance. První jízda se uskutečnila 15. února 1902, byla vyhrazená pro ministry. 3 dny poté byla stanice s celou linkou U1 otevřena pro veřejnost.

### Meziválečné období
V tento čas byla stanice prodloužena z původních 88,4 metru na dnešních 120,7 metru. Metro nebylo přístupné pro zvědavce a cizince, protože berlíňané ho hojně využívali. Při náletu na Berlín došlo ke značným škodám, poté musely být odklizeny.

### Poválečné období
V letech 1982–1984 došlo ke stavbě nového severního vchodu, instalaci eskalátorů a stavbě parkovacího domu pro místní. V přepočtu z marek to dělalo 6 milionů eur. Další úpravy proběhly v letech 1989–1991 a to ke stavbě jižního vchodu s postmoderní kompozicí skla a železa a dvou nových eskalátorů za 6,5 milionu eur. Později byla nutná sanace staré budovy za 9 milionů marek. Byl také plán postavit v patře galerii pro místní umělce. K realizaci nikdy nedošlo. Zajímavostí je porcelánová žába se zlatou korunkou sedící na porcelánové kouli. Inspirace vzali z pohádky Princezna a žabák.

## Galerie

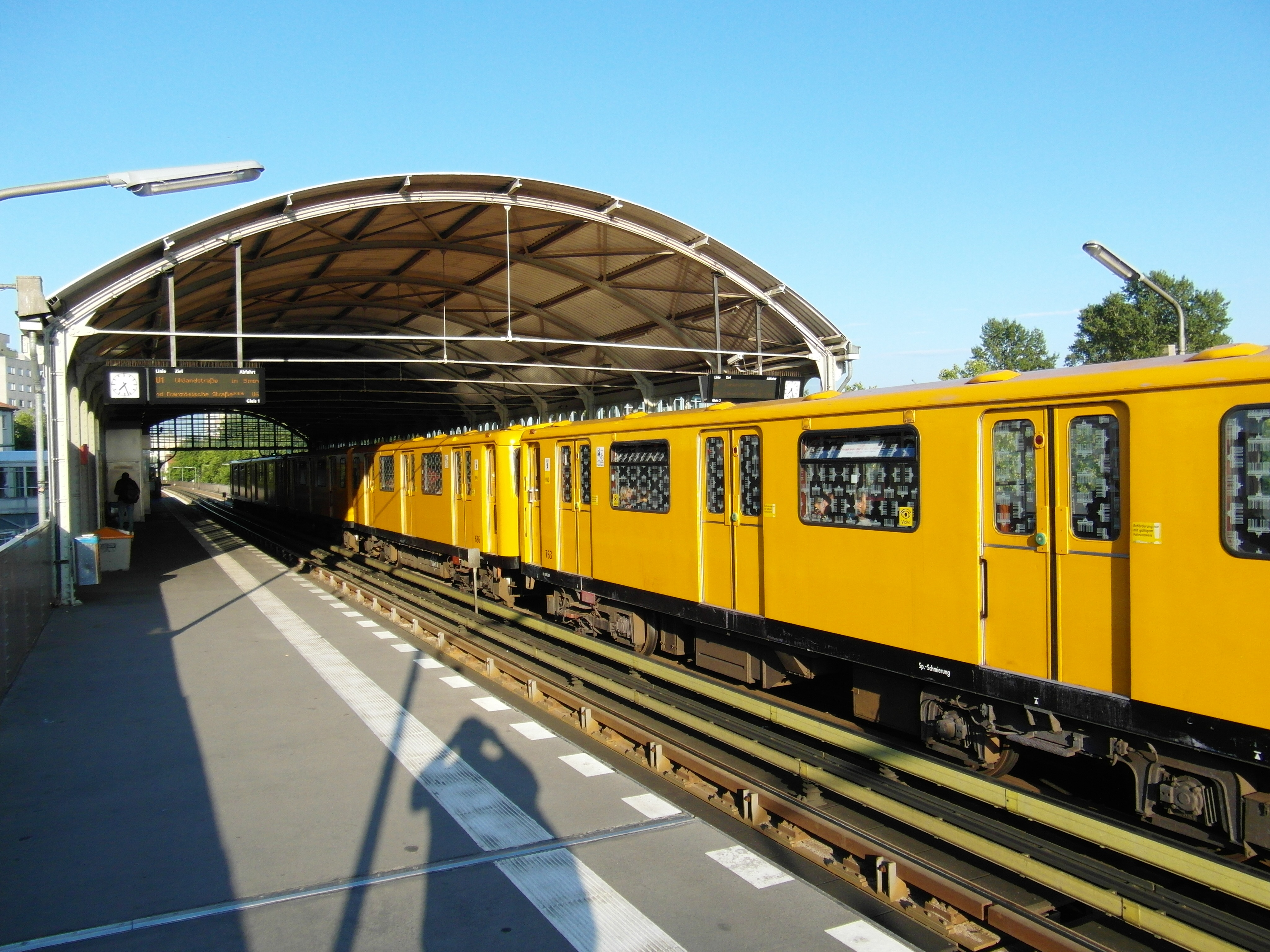
Nástupiště
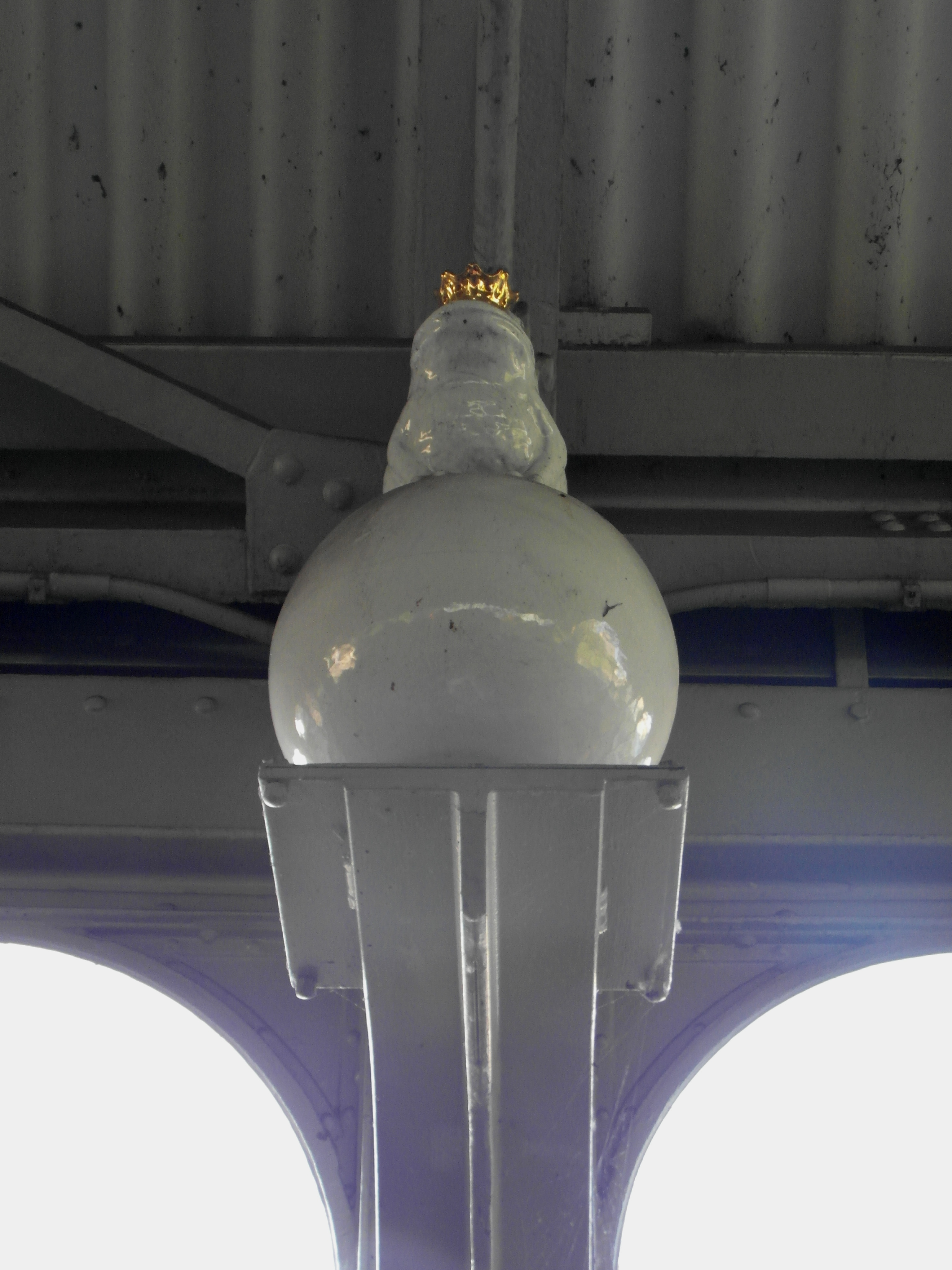
Porcelánová žába